# Пелаго
Пелаго, Пелаґо (італ. Pelago) — муніципалітет в Італії, у регіоні Тоскана, метрополійне місто Флоренція.
Пелаго розташоване на відстані близько 230 км на північ від Рима, 21 км на схід від Флоренції.
Населення — 7645 осіб (2014).
Щорічний фестиваль відбувається 23 листопада. Покровитель — San Clemente.

## Демографія
Населення за роками:

Станом на 1 січня 2023 року в муніципалітеті офіційно проживав 581 іноземець з 60 країн, серед них 192 громадяни країн Євросоюзу та 10 громадян України.

## Сусідні муніципалітети
- Монтеміньяіо
- Понтассьєве
- Пратовеккьо-Стія
- Реджелло
- Риньяно-сулл'Арно
- Руфіна